# Seasons of the Black
Seasons of the Black dvadeseti i drugi je studijski album njemačkog heavy metal-sastava Rage. Diskografska kuća Nuclear Blast Records objavila ga je 28. srpnja 2017.

## Popis pjesama
| 1.    | »Season of the Black«                                  | 4:55 |
| 2.    | »Serpents in Disguise«                                 | 4:13 |
| 3.    | »Blackened Karma«                                      | 4:38 |
| 4.    | »Time Will Tell«                                       | 5:04 |
| 5.    | »Septic Bite«                                          | 4:20 |
| 6.    | »Walk Among the Dead«                                  | 4:05 |
| 7.    | »All We Know Is Not«                                   | 4:20 |
| 8.    | »The Tragedy of Man (Part 1: Gaia)«                    | 1:02 |
| 9.    | »The Tragedy of Man (Part II: Justify)«                | 6:09 |
| 10.   | »The Tragedy of Man (Part III: Bloodshed in Paradise)« | 5:39 |
| 11.   | »The Tragedy of Man (Part IV: Farewell)«               | 7:21 |
| 51:46 |                                                        |      |

## Zasluge
Rage
- Peter "Peavy" Wagner – vokali, bas-gitara, produkcija
- Marcos Rodríguez – gitara, dodatni vokali, produkcija, inženjer zvuka
- Vassilios "Lucky" Maniatopoulos – bubnjevi, dodatni vokali, produkcija

Ostalo osoblje
- Dan Swanö – miks, mastering
- Karim König – naslovnica
- Germán Gonzales – fotografije
- Chritoph "Brat" Tkocz – inženjer zvuka